# شهرستان المدائن
شهرستان المدائن یک منطقهٔ مسکونی در عراق است که در استان بغداد واقع شده‌است.